# Philipp von Mantes
Philipp von Mantes (* um 1093; † nach 1133) war Graf von Mantes und Herr von Mehun-sur-Yèvre, sowie durch Ehe Herr von Montlhéry.
Er war ein Angehöriger der französischen Herrscherdynastie der Kapetinger. Er war ein Sohn von König Philipp I. aus dessen zweiter, von der Kirche nicht anerkannten, Ehe mit Bertrada von Montfort. Sein älterer Halbbruder und Rivale war König Ludwig VI. der Dicke.
Seine Mutter beabsichtigte vergeblich für ihn den Thron zu gewinnen, indem sie gegen Ludwig den Dicken intrigierte und sogar ein Attentat auf diesen verübte. Um das Jahr 1104 wurde Philipp nach dem Willen seines Vaters mit Elisabeth von Montlhéry verheiratet, der Großnichte des einflussreichen Seneschalls Guido von Rochefort. Seiner Frau wurde dabei die Burg Montlhéry in die Ehe gegeben, von seinem Halbbruder erhielt Philipp zudem die Grafschaft Mantes und die Herrschaft Mehun als Hochzeitsgeschenk.
Nach dem Tod seines Vaters 1108 schloss sich Philipp umgehend der Revolte der Burgherren der Île-de-France gegen seinen Bruder an. Er verbündete sich mit seinem Onkel, Amalrich III. von Montfort, und seinem Halbbruder mütterlicherseits, Graf Fulko von Anjou. Gegen seinen Bruder war er aber letztlich unterlegen, was ihm spätestens bis 1109 seinen Besitz kostete. Mantes wurde wieder der Krondomäne hinzugefügt und Montlhéry wurde an den Onkel seiner Frau, Milon de Bray, übergeben.
Zusammen mit seinem jüngeren Bruder Floris stand Philipp die kommenden Jahre im Dienst Amalrichs III. von Montfort. Nachdem dieser eine Revolte des normannischen Adels ausgelöst hatte, verteidigten sie für ihn 1119 die Burg von Évreux gegen Heinrich Beauclerc.
Offenbar versöhnte sich Philipp in den folgenden Jahren mit seinem Bruder. Letztmals ist er 1133 als Zeuge in einer königlichen Urkunde schriftlich vermerkt, der einzigen in der sein Name je genannt wurde.